# Apophthisis congregata
Apophthisis congregata är en fjärilsart som beskrevs av Braun 1923. Apophthisis congregata ingår i släktet Apophthisis och familjen styltmalar. Inga underarter finns listade i Catalogue of Life.